# GRBAlpha
GRBAlpha je vědecká družice umístěná na nízké oběžné dráze Země. Družice vznikla v rámci mezinárodního projektu pod vedením Technické univerzity v Košicích. Na projektu se podílely další výzkumné instituce a firmy ze Slovenska, České republiky, Maďarska a Japonska. Cílem projektu je technologická demonstrace možnosti detekování gama záblesků (zkráceně GRB z anglického gamma-ray burst) pomocí sítě malých standardizovaných satelitů, tzv. CubeSatů. GRBAlpha je CubeSat typu 1U, tedy krychle, jejíž velikost v přepravním stavu by neměla překračovat rozměry 113x100x100 mm.
Druhý prototyp detektoru gama záblesků byl umístěn na český CubeSat VZLUSAT-2, který na oběžnou dráhu Země odstartoval 13. ledna 2022.
Poznatky získané z fungování GRBAlpha a VZLUSAT-2 mají posloužit při budování větší sítě satelitů s názvem CAMELOT (zkratka z anglického CubeSats Applied for Measuring and Localising Transients, doslova CubeSaty aplikované na měření a lokalizaci přechodných jevů). Mělo by jít o devět družic rozdělených do tří trojic na třech různých oběžných drahách.

## Partneři projektu
- Letecká fakulta Technické univerzity v Košicích – registrace, vypuštění a provoz satelitu, magnetometrie
- Konkolyho observatoř v Budapešti – vědecký náklad mise (vývoj a výroba detektoru gama záblesků); objednavatel družice
- Ústav teoretické fyziky a astrofyziky Přírodovědecké fakulty Masarykovy univerzity v Brně – vědecká koordinace projektu, zpracování a interpretace měření
- Univerzita Loránda Eötvöse v Budapešti – studie uskutečnitelnosti projektu CAMELOT, simulace a vývoj analogové elektroniky, vývoj části vědeckého softwaru
- Hirošimská univerzita – podíl na vývoji detektoru gama záblesků
- Nagojská univerzita – podíl na vývoji detektoru gama záblesků
- Výzkumný a zkušební letecký ústav (VZLÚ)
- Ústav radioelektroniky Fakulty elektrotechniky a komunikačních technologií VUT[4]